# Skydebanehaven
Skydebanehaven er en rekreativ oase og legeplads for Vesterbros beboere. 
Skydebanehaven fungerede tidligere som øvebane for Det Kongelige Kjøbenhavnske Skydeselskab og Danske Broderskab; en loge, hvor skydebrødre dystede i fugleskydning. I 1887 blev opført en høj mur af hensyn til de omkringliggende beboere og andre, der færdedes i området. 
Skydebrødrene forlod området i 1948, hvorefter Københavns Kommune overtog området, og der blev herefter indrettet en have som et rekreativt område. Haven omfatter i dag fritidsfaciliteter som legeplads, soppebasin, boldbur m.m.